# Saint-Gorgon (Wogezy)
Saint-Gorgon – miejscowość i gmina we Francji, w regionie Grand Est, w departamencie Wogezy. Nazwa miejscowości pochodzi od imienia św. Gorgoniusza.
Według danych na rok 1990 gminę zamieszkiwało 300 osób, a gęstość zaludnienia wynosiła 52 osoby/km² (wśród 2335 gmin Lotaryngii Saint-Gorgon plasuje się na 750. miejscu pod względem liczby ludności, natomiast pod względem powierzchni na miejscu 940.).